# 白石通則
白石 通則（しらいし みちのり、1873年11月5日 - 没年不詳）は、日本陸軍の軍人。最終階級は陸軍中将。正四位勲二等功三級

## 経歴
愛媛県松山市にて、松山藩士の白石新五郎と母ミキノ（田坂瀧治郎の四女）の長男として生まれる。1896年（明治29年）5月、陸軍士官学校（7期）を卒業。翌年1月、歩兵少尉任官。1902年（明治35年）11月、陸軍大学校（16期）を卒業。留守第9師団参謀となる。
1916年（大正5年）4月、歩兵大佐に昇進し、第一次世界大戦に伴うドイツ軍捕虜のための福岡俘虜収容所長に就任。同年11月、歩兵第7連隊長となる。1918年（大正7年）7月、第19師団参謀長に転任。
1920年（大正9年）5月、陸軍少将に進級し歩兵第31旅団長に着任。シベリア出兵に従軍。1923年（大正12年）8月、陸軍戸山学校長に転任。1924年（大正13年）8月、旅順要塞司令官となり、同年12月、陸軍中将に進んだ。1925年（大正14年）5月、待命となり、1926年（大正15年）3月、予備役に編入された。

## 栄典
位階
- 1916年（大正5年）5月1日 - 従五位[2]
- 1925年（大正14年）6月24日 - 正四位[3]

勲章
- 1922年（大正11年）11月1日 -  勲二等瑞宝章[4]

## 親族
- 妻　きゑ[1]
- 子女[1]

通教（二男）　通正（三男）　通勝（四男）　仲子（次女）　幸子（三女）
- 孫[1]

通弘（通教長男）貞子（通教長女）
- 弟 信明（陸軍大佐）、朝幸（陸軍少将）、久康（陸軍大佐）